# Poxin, Guangdong
Poxin (kinesiska: 坡心) är en köping i sydöstra Kina. Den ligger i stadsdistriktet Dianbai i staden Maoming i provinsen Guangdong,  omkring 290 kilometer sydväst om provinshuvudstaden Guangzhou. Antalet invånare är 66 154. Befolkningen består av 32 061 kvinnor och 34 093 män. Barn under 15 år utgör 25,0 %, vuxna 15-64 år 65 %, och äldre över 65 år 9,0 %.